# Ivo Babuška
Ivo Babuška (22. března 1926, Praha – 12. dubna 2023) byl česko-americký matematik a stavební inženýr. Narodil se v rodině architekta a stavitele Milana Babušky. Proslavil se aplikovanou numerickou matematikou. Za svůj přínos v oblasti mechaniky byl odměněn Humboldtovou cenou, udělovanou na Humboldtově univerzitě v SRN. Získal několik čestných doktorátů z různých univerzit světa.

## Život
Ivo Babuška v letech 1941 až 1945 absolvoval Vyšší průmyslovou školu stavební v Praze (Betlémská ulice). V roce 1945 vykonal doplňkovou maturitu na malostranské reálce a následně se zapsal na Vysokou školu inženýrského stavitelství ČVUT v Praze (směr konstruktivně dopravní).
Babuška vystudoval fakultu, která byla předchůdkyní Stavební fakulty ČVUT. V červnu 1949 se stal stavebním inženýrem (úspěšně zakončil druhou státní zkoušku).
Ivo Babuška pracoval krátce v Ústavu ocelových konstrukcí u prof. Františka Faltuse.
Jeho zájmy o obory matematiky, které poskytovaly nástroje pro řešení praktických úloh stavební mechaniky, ho však v roce 1949 přivedly do Ústavu pro matematiku České akademie věd a umění, dnešního Matematického ústavu AV ČR, kde později až do roku 1968 působil jako ředitel.
V roce 1968 odjel legálně na roční vědecký pobyt do USA, kde již zůstal s celou rodinou v emigraci. Po mnoho let pak pracoval na Marylandské univerzitě v College Parku. Ve Spojených státech pokračoval intenzivně v aplikacích metody konečných prvků do praxe. Od roku 1990, po otevření hranic Československa, jezdil opět pravidelně do Prahy, i když stále působil v Institute for Computational Engineering and Sciences, University of Texas, Austin.
Ivo Babuška zemřel 12. dubna 2023 ve věku 97 let.

## Práce
První významný projekt, k jehož řešení Ivo Babuška v letech 1953–1956 přispěl, bylo posouzení mechanického napětí způsobeného uvolňováním tepla při tuhnutí betonu při výstavbě přehradní hráze Orlík. V průběhu řešení tohoto problému vznikla řada disertačních prací celé jedné generace českých numerických matematiků, např. prof. Karla Rektoryse. Počítače v Československu tehdy nebyly, a tak všechny výpočty tehdy prováděla skupina výpočtářek Jarmila Vitásková, Růžena Pachtová a Jana Grünerová na elektromechanických kalkulačkách.
Na ČVUT vyučoval aplikovanou matematiku.
Badatelské zaměření Iva Babušky se týká především aposteriorních odhadů chyby přibližného řešení a s tím spojené adaptivní metody konečných prvků, zasloužil se i o rozvoj mechaniky kontinua. Vychoval desítky doktorandů, z nichž mnoho se už také proslavilo ve výpočtové matematice v USA nebo v Evropě. Ivo Babuška se proslavil svým dotazem „Will you sign the blueprint?“ (volně přeloženo „Víte, že se nakonec budete muset pod ten projekt podepsat?“), který kladl v diskusi všem řečníkům na všech konferencích, které se týkaly aplikací matematiky.
V roce 1956 založil časopis Aplikace matematiky (nyní Applications of Mathematics), který dodnes vydává Matematický ústav AV ČR. Spolu s profesorem Jaroslavem Kurzweilem založil v roce 1962 tradici vědeckých konferencí EQUADIFF. Ty se konají každé čtyři roky po řadě v Praze, Bratislavě a Brně.
Ve Spojených státech dlouhá léta organizoval dvakrát ročně neformální konferenci Finite Element Circus, kterou jeho pokračovatelé pořádají nadále. V roce 1994 založil nadaci – cenu pro mladé vědecké pracovníky, kterou uděluje Česká společnost pro mechaniku společně s Jednotou českých matematiků a fyziků. Cena nese Babuškovo jméno a uděluje se každoročně.
Profesor Ivo Babuška publikoval více než 300 vědeckých publikací z oblasti matematiky, čísel a mechaniky, zejména v době svého exilu. Několik z jeho knih bylo přeloženo do různých jazyků. Byl členem více než 15 mezinárodních redakcí. Obdržel řadu ocenění, mezi něž patří např. cena Humbolt Award Spolkové republiky Německa, udílená matematikům, z českých ocenění např. čestná oborová medaile Bernarda Bolzana za zásluhy v matematických vědách, kterou mu udělila AV ČR. Byl též zvolen čestným zahraničním členem Učené společnosti ČR.

## Ocenění díla
- V roce 1968 obdržel Státní cenu Klementa Gottwalda za vědecké práce o stabilitě a optimalizaci v numerické matematice.[5]
- V roce 1992 mu byla udělena Medaile pražské Karlovy univerzity.[2]
- V roce 1993 mu byla udělena Medaile České společnosti pro mechaniku.[2]
- V roce 1994 získal Birkhoffovu cenu Americké matematické společnosti.[2]
- V roce 1994 mu byl udělen londýnskou University of Westminster čestný titul doktora věd (Doctor of Sciences Honoris Causa, Hon DSc).[2]
- V roce 1996 mu byl udělen čestný titul doktora věd (Hon DSc) na londýnské Brunel University.
- V roce 1997 obdržel čestný titul doktora věd (dr. h. c.) od Univerzity Karlovy v Praze.
- V roce 2000 obdržel čestný doktorát (Honorary Doctorate) Helsinské technické univerzity.
- V roce 2007 mu byl udělen čestný titul doktora technických věd (dr. h. c.) Českého vysokého učení technického v Praze[6]
- Babuškovo jméno nese od roku 2003 asteroid 36060.
- U příležitosti 80. narozenin obdržel v Praze dne 29. května 2006 od Akademie věd ČR nejvyšší české akademické vyznamenání, čestnou medaili De scientia et humanitate optime meritis.